# 쿠마미코
《쿠마미코》(일본어: くまみこ)는 요시모토 마스메가 그린 일본의 만화 작품이다. 《월간 코믹 플래퍼》(KADOKAWA 미디어팩토리 간행)에서 2013년 5월호부터 2024년 1월호까지 연재되었다.
곰을 모시는 신사에 무녀로서 섬기는 중학생 소녀 마치와 곰인 나츠의 교류를 그린다.
2014년 3월부터 KADOKAWA가 운영하는 웹코믹 서비스인 ComicWalker에서도 무료로 읽을 수 있다.
2015년 10월 9일, TV 애니메이션화가 발표되었다. 2016년 4월부터 6월까지 방송되었다.

## 간행 목록
- 요시모토 마스메 《쿠마미코》 미디어팩토리 〈MF 코믹스 플래퍼 시리즈〉, 전 20권
  1. 2013년 10월 31일 발행(10월 23일 발매), ISBN 978-4-8401-5342-3
  2. 2014년 5월 31일 발행(5월 23일 발매), ISBN 978-4-04-066562-7
  3. 2014년 12월 31일 발행(12월 22일 발매), ISBN 978-4-04-067227-4
  4. 2015년 5월 31일 발행(5월 23일 발매), ISBN 978-4-04-067524-4
  5. 2015년 10월 31일 발행(10월 23일 발매), ISBN 978-4-04-067829-0
  6. 2016년 3월 31일 발행(3월 23일 발매), ISBN 978-4-04-068230-3
  7. 2016년 9월 23일 발행(같은 날 발매), ISBN 978-4-04-068539-7
  8. 2017년 3월 23일 발행(같은 날 발매), ISBN 978-4-04-069114-5
  9. 2017년 11월 22일 발행(같은 날 발매), ISBN 978-4-04-069514-3
  10. 2018년 6월 23일 발행(같은 날 발매), ISBN 978-4-04-069893-9
  11. 2018년 12월 21일 발행(같은 날 발매), ISBN 978-4-04-065349-5
  12. 2019년 6월 22일 발행(같은 날 발매), ISBN 978-4-04-065774-5
  13. 2019년 12월 23일 발행(같은 날 발매), ISBN 978-4-04-064210-9
  14. 2020년 6월 23일 발행(같은 날 발매), ISBN 978-4-04-064683-1
  15. 2020년 12월 23일 발행(같은 날 발매), ISBN 978-4-04-680051-0
  16. 2021년 6월 23일 발행(같은 날 발매), ISBN 978-4-04-680482-2
  17. 2022년 1월 21일 발행(같은 날 발매), ISBN 978-4-04-681045-8
  18. 2022년 9월 22일 발행(같은 날 발매), ISBN 978-4-04-681798-3
  19. 2023년 6월 22일 발행(같은 날 발매), ISBN 978-4-04-682522-3
  20. 2024년 1월 23일 발행(같은 날 발매), ISBN 978-4-04-683200-9
- 영상출판미디어(영상노트) , 6권 간행 (2016년 10월 10일 기준)
  1. 2016년 4월 1일 발매, ISBN 9791131942376
  2. 2016년 4월 19일 발매, ISBN 9791131942710
  3. 2016년 5월 18일 발매, ISBN 9791131942727
  4. 2016년 6월 1일 발매, ISBN 9791131945216
  5. 2016년 8월 1일 발매, ISBN 9791131946879
  6. 2016년 10월 10일 발매, ISBN 9791131949214

## TV 애니메이션
2016년 4월부터 6월까지 AT-X, TOKYO MX 외에서 방영되었다.

### 스태프
- 원작 - 요시모토 마스메
- 감독 - 마츠다 키요시
- 각본 - 피에르 스기우라, 이케타니 마사오
- 캐릭터 디자인・총작화감독 - 사이다 히로유키
- 애니메이션 제작 - KINEMA CITRUS / EMT스퀘어드

### 주제가
오프닝 테마 「だって、ギュってして。」
작사・작곡・편곡 - 봉쥬르 스즈키 / 노래 - 하나타니 미키
엔딩 테마 「KUMAMIKO DANCING」
작사 - 사카이 류지 / 작곡・편곡 - 야마자키 신고 / 노래 - 아마야도리 마치(히오카 나츠미)&쿠마이 나츠(야스모토 히로키) feat.쿠마데마을의 모두

### 각화 리스트
| 화수     | 원어 부제             | 번역 부제           | 각본                        | 그림 콘티                  | 연출                       | 작화감독 | 총작화감독                             |
| -------- | --------------------- | ------------------- | --------------------------- | -------------------------- | -------------------------- | --- | -------------------------------------- |
| 第壹話   | クマと少女 お別れの時 | 곰과 소녀 이별의 때 | 스기우라 마사후미(杉浦理史) | 마츠다 키요시(松田清)      | 마츠다 키요시(松田清)      | 이토 쿠니유키(伊藤晋之) 마츠오 아키코(松尾亜希子) | 사이타 히로유키 (齊田博之)             |
| 第貳話   | 険しき道              | 험난한 길           | 이케타니 마사오(池谷雅夫)   | 마츠다 키요시              | 토코로 토시카츠 (所俊克)   | 스즈키 리사(鈴木理彩) | 사이타 히로유키 (齊田博之)             |
| 第參話   | 伝統を守る者          | 전통을 지키는 자    | 이케타니 마사오(池谷雅夫)   | 이리에 야스히로 (入江泰浩) | 도가와 세츠무 (堂川セツム) | 무토 쿄코(武藤京子) 야스무라 나루(保村成) | 사이타 히로유키 (齊田博之)             |
| 第四話   | 村の宝物              | 마을의 보물         | 스기우라 마사후미           | 코지마 마사유키 (小島正幸) | 코가 카즈오미 (古賀一臣)   | 이토 마리코 야츠 미야코(谷津美弥子) | 사이타 히로유키 (齊田博之)             |
| 第五話   | ウラハラ              | 거꾸로              | 스기우라 마사후미           | 이이노 신야(飯野慎也)      | 이이노 신야(飯野慎也)      | 이토 쿠니유키 마츠오 아키코 | 사이타 히로유키 스즈키 리사 (鈴木理彩) |
| 第六話   | 先駆者の村            | 선구자의 마을       | 스기우라 마사후미           | 이리에 야스히로            | 마에야 토시히로 (前屋俊広) | 토쿠가와 에리(徳川恵梨) 쿠와시마 노조무(桑島望) 나가이 타이헤이(永井泰平) 안자이 요시에(安斎佳恵) 나스 히로미(那須野文) 시미즈 케이조(清水恵蔵)                                             | 사이타 히로유키 스즈키 리사 (鈴木理彩) |
| 第七話   | キカセ                | 키카세              | 이케타니 마사오             | 마츠다 키요시              | 토코로 토시카츠 (所俊克)   | 카네다 에이지(金田栄二) 카마다 토오루(鎌田均) 니시키미 라쿠(錦見楽) 사토 아야코(佐藤綾子) 하부 료스케(土生良介) 시라카와 마리(白川茉莉) 키타무라 쥰이치(北村淳一) 스기야마 토모미(杉山友美) | 사이타 히로유키 스즈키 리사 (鈴木理彩) |
| 第八話   | ON THE FLOOR          | ON THE FLOOR        | 스기우라 마사후미           | 이리에 야스히로            | 이케하타 히로시 (池畠博史) | 이토 쿠니유키 마츠오 아키코 | 사이타 히로유키 스즈키 리사 (鈴木理彩) |
| 第九話   | コマーシャル          | 커머셜              | 스기우라 마사후미           | 코지마 마사유키            | 키타무라 쥰이치            | 바바 류이치(馬場竜一) 오오카와 미호코(大川美穂子) | 사이타 히로유키 스즈키 리사 (鈴木理彩) |
| 第拾話   | それってアイドル!?    | 그게 아이돌?        | 이케타니 마사오             | 이이노 신야                | 이이노 신야                | 이토 쿠니유키 마츠오 아키코 | 사이타 히로유키 스즈키 리사 (鈴木理彩) |
| 第拾壹話 | 都会へGO?             | 도시로 GO?          | 이케타니 마사오             | 코지마 마사유키            | 마츠이 히토유키            | 이덕호 사토 아야코(佐藤綾子) 카마다 토오루 | 사이타 히로유키 스즈키 리사 (鈴木理彩) |
| 第拾貳話 | 決断                  | 결단                | 스기우라 마사후미           | 마츠다 키요시              | 마츠다 키요시              | 이토 쿠니유키 마츠오 아키코 사이타 히로유키 츠노다 케이이치(角田桂一) 이토 마사코(伊藤雅子)                                                                                                 | 사이타 히로유키 스즈키 리사 (鈴木理彩) |
| OVA 壹   | 初雪の日              | 첫눈의 날           | 이케타니 마사오             | 코지마 마사유키            | 마츠다 키요시              | 마츠오 아키코 |                                        |

### BD / DVD
| 권             | 발매일          | 수록화           | 규격품번   | 규격품번   |
| 권             | 발매일          | 수록화           | BD         | DVD        |
| -------------- | --------------- | ---------------- | ---------- | ---------- |
| 壹 -쿠마 박스- | 2016년 6월 24일 | 제 1화 - 제 6화  | ZMAZ-10681 | ZMSZ-10691 |
| 貳 -미코 박스- | 2016년 8월 24일 | 제 7화 - 제 12화 | ZMAZ-10682 | ZMSZ-10692 |

### 웹 라디오
《쿠마데마을 마을 일으키기 방송》(熊出村 村おこし放送)의 타이틀로 온센에서 2016년 4월 1일부터 방송되고 있다. 퍼스널리티는 히오카 나츠미(아마야도리 마치 역)와 야스모토 히로키(쿠마이 나츠 역)이 맡는다.